# Pandora nouryi
Pandora nouryi är en svampart som först beskrevs av Remaud. & Hennebert, och fick sitt nu gällande namn av Humber 1989. Pandora nouryi ingår i släktet Pandora och familjen Entomophthoraceae.   Inga underarter finns listade i Catalogue of Life.